# Челидзе, Андрей Сергеевич
Андрей Сергеевич Челидзе (1917—1972) — советский борец греко-римского и вольного стиля грузинского происхождения.

## Биография
Выступал за «Динамо» (Москва), был старшим тренером МГС «Динамо» по вольной борьбе. Мастер спорта, заслуженный тренер СССР. Отличник физической культуры (1956).
Чемпион СССР по греко-римской борьбе 1946 года в полулёгком весе. Пятикратный призёр Чемпионатов СССР по греко-римской и вольной борьбе. Подготовил олимпийского чемпиона по вольной борьбе Арсена Мекокишвили (1912—1972). Был тренером чемпионов СССР Юрия Денникова (1924—2000), Игоря Караваева и других.
Похоронен на Головинском кладбище.  на 16-м участке .
В Москве уже много лет подряд проводится турнир по вольной борьбе памяти Челидзе А. С., который приобрёл статус всероссийского.

## Спортивная карьера

### Классическая борьба
- Чемпионат СССР по классической борьбе 1944 года — ;
- Чемпионат СССР по классической борьбе 1945 года — ;
- Чемпионат СССР по классической борьбе 1946 года — ;
- Чемпионат СССР по классической борьбе 1948 года — ;

### Вольная борьба
- Чемпионат СССР по вольной борьбе 1948 года — ;
- Чемпионат СССР по вольной борьбе 1949 года — ;